# 25597 Glendahill
25597 Glendahill è un asteroide della fascia principale. Scoperto nel 1999, presenta un'orbita caratterizzata da un semiasse maggiore pari a 2,2632233 UA e da un'eccentricità di 0,2595401, inclinata di 4,20277° rispetto all'eclittica.